# أوجنيو بيرسيليني
أوجنيو بيرسيليني (بالإيطالية: Eugenio Bersellini) (10 يونيو 1936 - 17 سبتمبر 2017) لاعب كرة قدم ومديرًا إيطاليًا.